# Heinz Lindenmeier
Heinz Lindenmeier (* 23. September 1939 in München) ist ein deutscher Ingenieur und Erfinder.

## Leben
Heinz Lindenmeier meldete mehr als 150 Patente beim Deutschen Patent- und Markenamt an. Die Mehrzahl fällt in das Gebiet der Antennentechnologie. Er lehrte an der Universität der Bundeswehr München.

## Preise und Auszeichnungen
- Rudolf-Diesel-Medaille